# Gornje Zaostro
Gornje Zaostro (cyr. Горње Заостро) – wieś w Czarnogórze, w gminie Berane. W 2011 roku liczyła 188 mieszkańców.